# Пищалкин, Андрей Андреевич
Андрей Андреевич Пищалкин (1817 — 1892) — русский гравёр по меди, академик Императорской Академии художеств.

## Биография

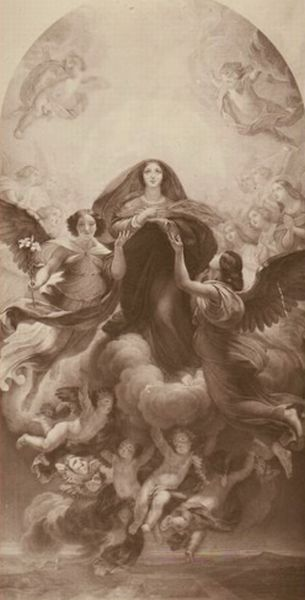
Гравюра «Взятие Божией Матери на небо» (1855)

Крепостной Строгановых. После учёбы в Ильинском церковно-приходском училище работал писцом в главном правлении Строгановых и горном правлении в Перми, занимаясь в свободное время, по собственному желанию, рисованием. Графиня С. В. Строганова обратила внимание на его способности к рисованию, дала вольную (1829), поместила за свой счёт в  (1830). За время учёбы в Академии художеств в мастерской Н. И. Уткина получил все положенные медали: малая серебряная (1832), большая серебряная (1834 и 1835), малая золотая (1836) за гравюру «Молящаяся Богоматерь» с картины К. Дольчи. Был выпущен из Академии со званием неклассного художника. Был удостоен большой золотой медали (1839) за гравюру Рафаэлевской «Мадонны с безбородым Иосифом». Направлен в качестве пенсионера Академии художеств в Италию (1841—1865). Пробыл в Риме до 1864 года, занимаясь исполнением большой гравюры «Взятие Богородицы на небо» с запрестольного образа работы К. П. Брюллова в Казанском соборе и предпринимая другие работы, но бросая их при самом начале. За означенный эстамп с Брюллова Академия присудила ему звание академика ИАХ (1855) и звание профессора ИАХ (1862) за это же произведение. По возвращении своем в Санкт-Петербург художник, выказавший в молодости блестящие способности и обещавший сделаться замечательным мастером, совершенно опустился, не дотрагивался больше до резца и медных досок и существовал до конца своей жизни единственно скромною пенсией, пожалованной ему государем. Лучшим из немногочисленных его произведений остался вышеупомянутый эстамп с Рафаэля, выдерживающий сравнение с наиболее удачными работами первостепенных русских граверов.

## Галерея

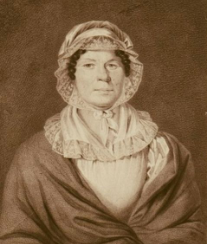
Портрет Пелагеи Пищалкиной (1835)
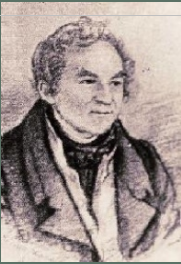
Портрет отца (1838)
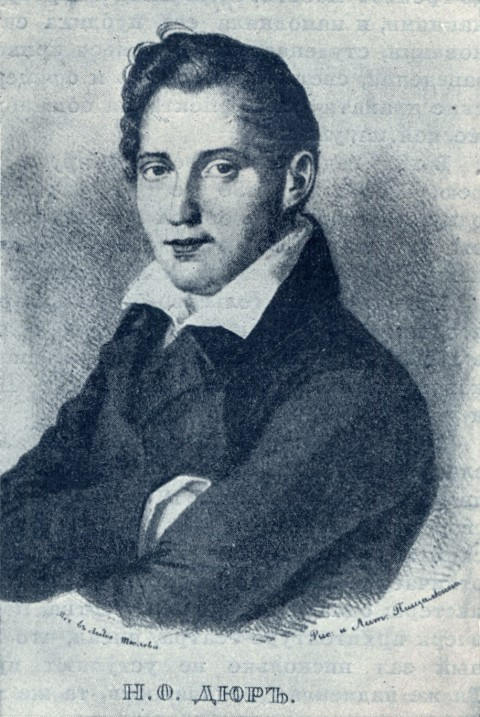
Николай Дюр (1839)
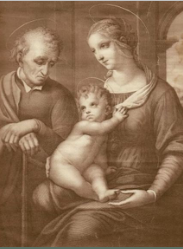
Святое семейство ( с картины Дольчи, 1839)
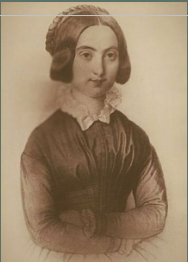
Портрет танцовщицы Черриты (1850)